# Oussama Ahammoud
Oussama Ahammoud, né le  7 novembre 2000 à Amsterdam (Pays-Bas), est un acteur et chanteur néerlandais d'origine marocaine.

## Biographie

### Jeunesse et débuts
Oussama Ahammoud naît à Amsterdam de parents marocains dans une famille de sept enfants (trois grand frères et trois grandes sœurs). Il grandit dans le quartier Vogelbuurt. Dans son enfance, il commence le football dans le club amateur Zeeburgia avant de rater trois tests d'affilée au SC Heerenveen pour manque de discipline. Dans son quartier, il est surnommé Rat par ses amis. Après avoir été diplômé dans le Waterlant College IJdoorn, il suit une formation dans le domaine commercial au ROC.
Lors de sa jeunesse, il pratique également le sport. Il évolue pendant une saison dans l'académie de l'Ajax Amsterdam, mais ne percera pas à cause de son manque de discipline.

### Rôle principal dansMocro Maffia
Tenant les murs au quartier, il reçoit une invitation pour une audition afin de jouer le rôle d'acteur principal dans une série télévisée intitulée Mocro Maffia. Parmi 70 candidats, un seul est pris. Oussama Ahammoud explique dans une interview : "Il fallait apprendre beaucoup de textes en peu de temps. Je connaissais même pas le mien. Je suis parti en mode improvisation, ils ont fini par me rappeler." Oussama Ahammoud  plaît aux scénaristes. Lorsque des tournages de la série, en 2017, il est âgé seulement de seize ans. À la suite du succès, il se réinscrit à l'école et étudie la comédie à l'académie de théâtre d'Amsterdam. Quelques mois plus tard, il est nommé pour le prix du meilleur acteur de film dramatique aux Pays-Bas.
Oussama Ahammoud connait très bien le milieu amstellodamois. Il s'inspire de Narcos et de Gomorra pour le jeu d'acteur. Jouant le rôle principal dans la série, il réalise les scénarios exactes de Rida Bennajem, un réel jeune criminel de la Mocro Maffia devenu par après un tueur à gage de la bande de Benaouf, assassiné en 2013.

## Polémique
Lors de l'avant première du film De Libi, il refuse d'emmener sa mère. Il explique plus tard qu'il existe une sorte de tabou dans sa famille qui empêche les proches d'assister à des scènes sexuelles. "Il y a beaucoup de scènes sexuelles dans le film. Ce monde est parallèle par rapport à ce qui nous est inculqué. J'aurais honte de me retrouver à côté d'elle. Avant de lui laisser voir Mocro Maffia, j'ai couper tous les scènes sexuelles de la série avant que je la laisse regarder l'entièreté de la série. C'est ce que je ferai également avec 'De Libi'."
Lors du tournage des scénarios de Mocro Maffia, Oussama Ahammoud est pointé du doigt par un journaliste qui l'accuse d'être également un membre de la Mocro Maffia à la suite de multiples problèmes avec la justice. Oussama Ahammoud s'en défendra en expliquant que le seul problème qu'il avait avec la justice était une affaire de voiture dans laquelle il roulait sans permis. Il cite ensuite : "Personne ne me connaissait et on me collait déjà l'étiquette de criminel sur mon visage. J'ai bien été éduqué par mes parents et je suis éloigné de la réelle mocromaffia."
Le 23 mars 2021, il est présent lors d'un live Instagram avec Bilal Wahib et un jeune fan âgé de douze ans et est témoin d'une blague déplacée. Bilal Wahib demande au jeune garçon de montrer son pénis en échange d'une somme de 17.000 euros. Le jeune garçon de douze ans accepte et filme son pénis devant 3.000 spectateurs. Le lendemain, les deux acteurs de Mocro Maffia sont entendus au commissariat d'Amsterdam pour prostitution d'enfant.

## Filmographie

### Cinéma
- 2017 : Het hele verhaal : Hamid

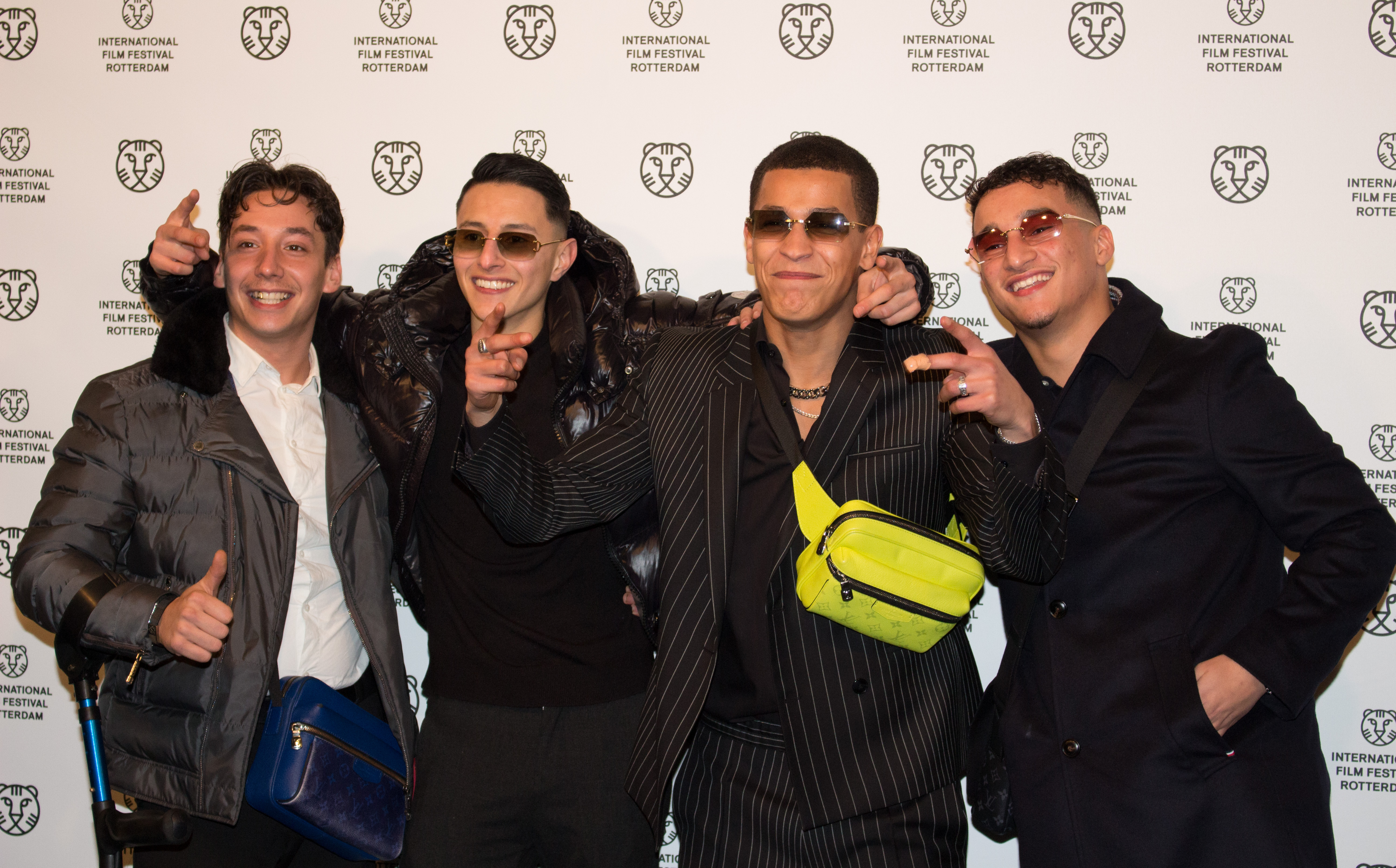
L'acteur tout à droite au Festival international de Rotterdam.

- 2020 : Paradise drifters : Garçon de la maison de jeunes
- 2020 : De Libi : Kevin[16]

### Séries télévisées
- 2018 : Mocro Maffia : Muis
- 2018 : Vakkenvullers : Rimon
- 2019 : Morten : Bilal
- 2020 : Nieuwe Zeer

## Prix
- 2019 : Nommé pour le prix meilleur acteur de film dramatique[17]

## Discographie

### Singles
- 2020 : Drugswijk
- 2021 : Wandelaar

## Divers
En 2017, il réalise le clip des rappeurs Boef, Lijpe et Ismo - Wie Praat Die Gaat.
En novembre 2018, il apparaît dans le clip de Dystinct sur le morceau Vervloekt.
En 2019, il collabore avec le rappeur Ashafar où il pose sur un couplet sous nom de scène ''Ouss''.
En 2020, il est l'invité de l'émission Bij Andy in de auto présentée par le footballeur Andy van der Meijde.